# معركة مارينكا (2022-2023)
معركة مارينكا (2022-2023) (بالأوكرانية: Бої за Мар'їнку) هي معركة وإشتباكات عسكرية وقعت في مدينة مارينكا في مقاطعة دونيتسك في 17 مارس من عام 2022 بين القوات المسلحة الروسية والقوات الموالية لها ضد القوات المسلحة الأوكرانية وانتهت في 25 ديسمبر بإنتصار روسيا وسيطرتها على كامل المدينة. تعتبر معركة مارينكا واحدة من أهم معارك الحرب الروسية الأوكرانية، ودمرت مدينة مارينكا بشكل شبه كامل خلال المعركة وهجرها جميع سكانها بحلول نوفمبر من عام 2022 وصارت مدينة مهجورة ومدمرة عالقة في جحيم الحرب بين روسيا وأوكرانيا.